# Duque de Newcastle
Duque de Newcastle upon Tyne foi um título que foi criado três vezes, uma vez no Pariato da Inglaterra e duas vezes no Pariato da Grã-Bretanha. A primeira concessão do título foi feita em 1665 a William Cavendish, 1.º Marquês de Newcastle upon Tyne.  Ele foi um importante comandante monarquista durante a Guerra Civil.
O título relacionado de Duque de Newcastle-under-Lyne [sic]  foi criado uma vez no Pariato da Grã-Bretanha. Foi conferido em 1756 a Thomas Pelham-Holles, 1.º Duque de Newcastle upon Tyne (da terceira criação), para fornecer um remanescente especial um pouco mais remoto. O título foi extinto em 1988, ano em que morreram os distantes duques de Newcastle-under-Lyne, o nono e o décimo.

## Criações

### Primeira criação (1665)

Brasão de Cavendish, Sable, três cabeças de veado com cabos de prata, um crescente para diferentes.

William Cavendish, 1.º Duque de Newcastle, era filho de Charles Cavendish, ele próprio o terceiro filho de Sir William Cavendish e sua esposa Bess de Hardwick. Um dos irmãos mais velhos de Charles Cavendish tornou-se o 1.º Conde de Devonshire (veja Duque de Devonshire para mais informações sobre a história deste ramo da família).
O primeiro duque, William Cavendish, era filho de Charles Cavendish e sua segunda esposa Catherine Ogle, 8ª Baronesa Ogle, filha de Cuthbert Ogle, 7.º Barão Ogle. William Cavendish tornou-se Visconde Mansfield em 1620 e, em 1621, foi nomeado Conde de Newcastle upon Tyne e Barão Cavendish de Bolsover . Ele sucedeu sua mãe como nono Barão Ogle em 1629 e se tornou Marquês de Newcastle upon Tyne em 1643. Ele foi elevado ao ducado de Newcastle upon Tyne em 1665. Ele também recebeu o título de Conde de Ogle como um título subsidiário do ducado, para ser usado como um título de cortesia por seu herdeiro aparente . Após sua morte em 1676, ele foi sucedido por seu filho, o segundo duque, que era um político. Entretanto, o único filho do segundo duque e seu herdeiro aparente (Henry Cavendish, Conde de Ogle) faleceu antes dele. Portanto, após a morte do segundo duque em 1691, todos esses títulos foram extintos, exceto a baronia de Ogle, que caiu em suspenso entre as quatro filhas do segundo duque (uma das quais era Lady Elizabeth Cavendish ).

### Segunda criação (1694)

Brasão de Holles, Arminho, duas pilhas em ponta de zibelina.

A terceira filha do segundo duque, Lady Margaret Cavendish (1661-1717), casou-se com John Holles, 4.º Conde de Clare, que era, aliás, seu primo, filho da irmã de sua mãe. Em 1694, o ducado foi revivido quando ele foi criado Marquês de Clare e Duque de Newcastle upon Tyne. A família Holles descende de John Holles, que foi criado Barão Haughton, de Haughton em Nottinghamshire, em 1616 e Conde de Clare em 1624. Seu segundo filho foi um político, Denzil Holles, 1.º Barão Holles . Lord Clare foi sucedido por seu filho mais velho, o segundo conde. Ele representou East Retford, Nottinghamshire, na Câmara dos Comuns e serviu como Lorde Tenente de Nottinghamshire. Seu filho, o terceiro conde, foi brevemente deputado por Nottinghamshire em 1660. Ele foi sucedido por seu filho, o já mencionado quarto conde de Clare, que se casou com uma filha do segundo duque de Newcastle. Em 1694, três anos após a extinção do título, o Ducado de Newcastle foi revivido e concedido ao genro do falecido duque. O novo duque de Newcastle e sua esposa, Lady Margaret, tiveram apenas uma filha e nenhum filho. Portanto, com sua morte em 1711, todos os seus títulos foram extintos.

### Terceira criação (1715) e Newcastle-under-Lyne (1756)

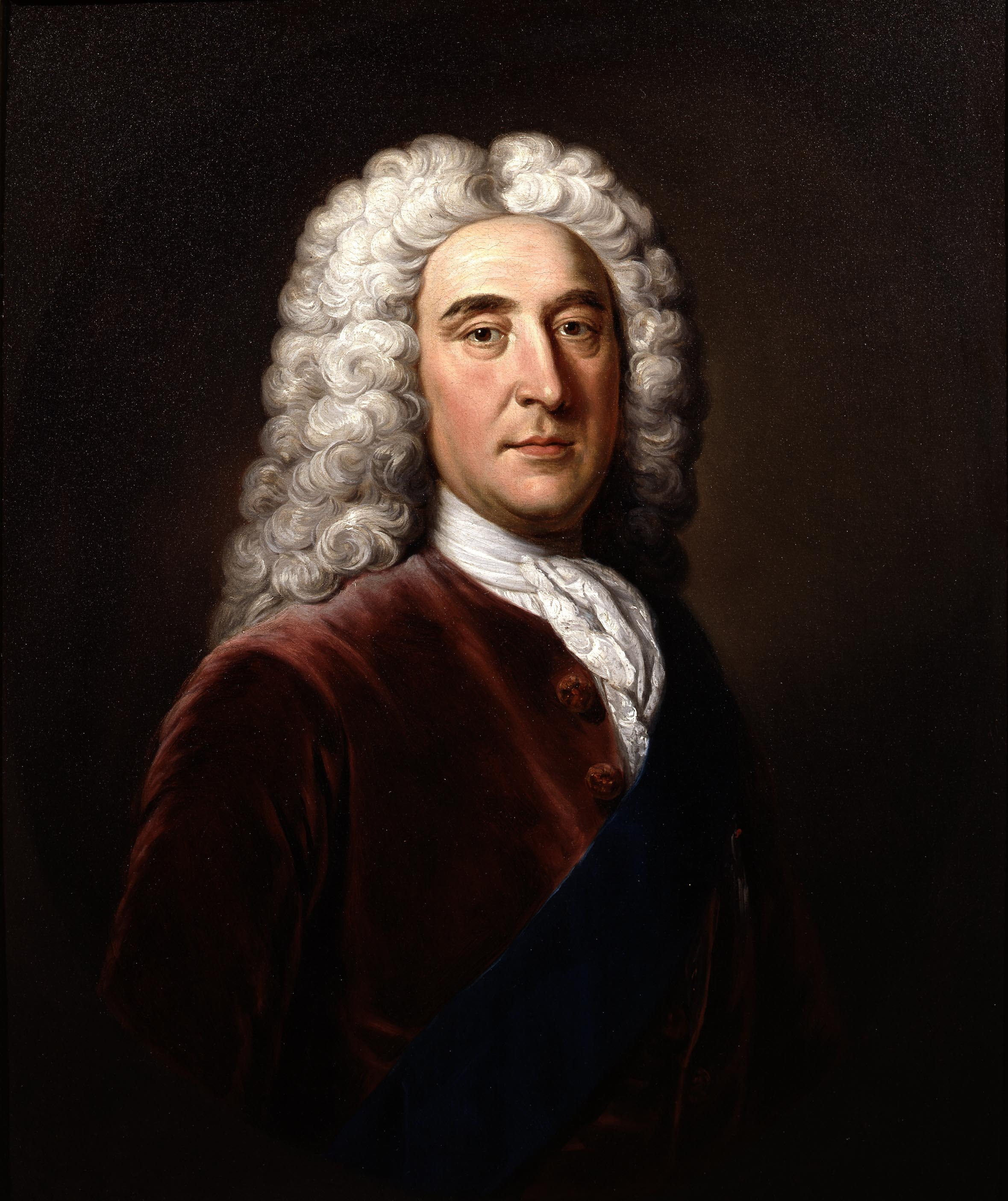
Thomas Pelham-Holles, 1.º Duque de Newcastle e Primeiro-Ministro da Grã-Bretanha

A irmã do duque, Lady Grace Holles (falecida em 1700), casou-se com Thomas Pelham, 1º Barão Pelham (veja Conde de Chichester para a história anterior da família Pelham). Seu filho mais velho, Thomas, após a morte de seu tio em 1711, sucedeu nas substanciais propriedades de Holles e assumiu, por Licença Real, o sobrenome e o brasão adicionais de Holles. Em 1714, o condado de Clare foi revivido quando ele foi criado Visconde Haughton e Conde de Clare, com o restante para seu irmão mais novo, Henry Pelham. No ano seguinte, o ducado foi revivido quando ele foi feito Marquês de Clare e Duque de Newcastle upon Tyne, com o mesmo legado especial. Esses títulos estavam no Pariato da Grã-Bretanha . Em 1756, quando seu irmão morreu sem descendência masculina e era evidente que o duque não teria filhos, o duque de Newcastle upon Tyne foi adicionalmente criado duque de Newcastle-under-Lyne [sic]   com um resto especial diferente: para seu sobrinho por casamento Henry Clinton, 9.º Conde de Lincoln, que rapidamente assumiu o sobrenome adicional Pelham. (Para a história deste título da herança de 1768 após a morte do 1.º Duque, veja Conde de Lincoln .) Os outros títulos do 1.º Duque foram extintos, exceto a baronete de Pelham (de Laughton) e a baronia de Pelham (de Stanmer), que foi transferida para seu primo em primeiro grau, Thomas Pelham.
Extensos documentos pessoais, de transações e de propriedade dos duques são mantidos nas coleções de Portland ( Welbeck ) e Newcastle ( Clumber ) no Departamento de Manuscritos e Coleções Especiais da Universidade de Nottingham.

## Duques de Newcastle upon Tyne, primeira criação (1665)
também Marquês de Newcastle upon Tyne (1643), Conde de Newcastle upon Tyne (1628), Visconde Mansfield (1620) e Barão Ogle (1461)
- William Cavendish, 1.º Duque de Newcastle (1592–1676), foi um comandante de cavalaria na Guerra Civil Inglesa
- Henry Cavendish, 2.º Duque de Newcastle (1630–1691), único filho sobrevivente do 1.º Duque, morreu sem deixar descendência masculina.
  - filha casou-se com o 4.º Conde de Clare (veja abaixo)

## Condes de Clare (1624)
também Barão Haughton (1616)
- John Holles, 1.º Conde de Clare (1564–1637), foi Controlador da Casa de Henrique Frederico, Príncipe de Gales
- John Holles, 2.º Conde de Clare (1595–1666), filho mais velho do 1.º Conde
- Gilbert Holles, 3.º conde de Clare (1633–1689), segundo filho (adulto mais velho) do 2.º conde
- John Holles, 4.º Conde de Clare (1662–1711), filho mais velho do 3.º Conde; criado Duque em 1694 (ver seção abaixo)
  - casou-se com Lady Margaret Cavendish, filha de Henry Cavendish, 2.º Duque da primeira criação

## Duques de Newcastle upon Tyne, segunda criação (1694)
também Conde de Clare (1624) e Barão Haughton (1616)
- John Holles, 1.º Duque de Newcastle (1662–1711), morreu sem descendência masculina e seus títulos foram extintos

## Duques de Newcastle upon Tyne, terceira criação (1715)
também Conde de Clare (1714), Barão Pelham de Laughton (1706), Barão Pelham de Stanmer (1762) e Baronete Pelham de Laughton (1611)
- Thomas Pelham-Holles, 1.º Duque de Newcastle upon Tyne (1693–1768), primeiro-ministro duas vezes, sobrinho de John Holles (acima). Ele morreu sem deixar descendência masculina. Nesse ponto, o baronato e a baronia de seu pai de 1706, seu próprio condado e o ducado de 1715 foram extintos.

## Duques de Newcastle-under-Lyne (1756)
1.º Duque: também Duque de Newcastle upon Tyne (1715), Conde de Clare (1714), Barão Pelham de Laughton (1706), Barão Pelham de Stanmer (1762) e Baronete Pelham de Laughton (1611)
- Thomas Pelham-Holles, 1.º Duque de Newcastle-under-Lyne (1693–1768), o mesmo que acima, recebeu este segundo ducado de Newcastle, com o restante para seu sobrinho
- Henry Fiennes Pelham-Clinton, 9.º Conde de Lincoln, 2.º Duque de Newcastle-under-Lyne (1720–1794), sobrinho do 1.º Duque
  - George Pelham-Clinton, Lorde Clinton (1745–1752), filho mais velho do 2.º Duque, morreu jovem
  - Henry Fiennes Pelham-Clinton, Conde de Lincoln (1750–1778), segundo filho do 2.º Duque
    - Henry Pelham-Clinton, conde de Lincoln (1777–1779; denominado Lord Clinton até 1778), único filho de Lorde Lincoln, morreu jovem
- Thomas Pelham-Clinton, 3.º Duque de Newcastle-under-Lyne (1752–1795), terceiro filho do 2.º Duque
- Henry Pelham Fiennes Pelham-Clinton, 4.º Duque de Newcastle-under-Lyne (1785–1851), filho mais velho do 3.º Duque
- Henry Pelham Pelham-Clinton, 5.º Duque de Newcastle-under-Lyne (1811–1864), filho mais velho do 4.º Duque
- Henry Pelham Alexander Pelham-Clinton, 6.º Duque de Newcastle-under-Lyne (1834–1879), filho mais velho do 5.º Duque
- Henry Pelham Archibald Douglas Pelham-Clinton, 7.º Duque de Newcastle-under-Lyne (1864–1928), filho mais velho do 6.º Duque, morreu sem descendência
- Henry Francis Hope Pelham-Clinton-Hope, 8.º Duque de Newcastle-under-Lyne (1866–1941), segundo e mais novo filho do 6.º Duque
- Henry Edward Hugh Pelham-Clinton-Hope, 9.º Duque de Newcastle-under-Lyne (1907–1988), único filho do 8.º Duque, morreu sem descendência masculina
- Edward Charles Pelham-Clinton, 10.º Duque de Newcastle-under-Lyne (1920–1988), bisneto de Lorde Charles Pelham Pelham-Clinton, segundo filho do 4.º Duque. Com sua morte em 1988, o ducado deixou de ter herdeiros patrilineares e, portanto, foi extinto.

ver também Conde de Lincoln